# Robin Bjørnholm-Jatta
Robin Bjørnholm-Jatta (Trondheim, 27 de enero de 1994) es un futbolista noruego, nacionalizado gambiano, que juega en la demarcación de Lateral izquierdo para el IL Stjørdals-Blink del Segunda División de Noruega.

## Selección nacional
Hizo su debut con la selección de fútbol de Gambia en un partido amistoso contra Níger que finalizó con un resultado de 0-2 tras los goles de Ablie Jallow y Muhammed Badamosi.

## Clubes
| Club                             | País           | Año       | Partidos | Goles |
| -------------------------------- | -------------- | --------- | -------- | ----- |
| Rosenborg BK 3                   | Noruega        | 2011-2012 | 14       | 5     |
| Rosenborg BK 2                   | Noruega        | 2011-2013 | 27       | 6     |
| Skjetten SK                      | Noruega        | 2013      | 11       | 5     |
| Elverum Fotball 2                | Noruega        | 2014      | 1        | 0     |
| Elverum Fotball                  | Noruega        | 2014      | 10       | 0     |
| KFUM-Kameratene Oslo 2           | Noruega        | 2015      | 6        | 6     |
| KFUM-Kameratene Oslo             | Noruega        | 2015-2016 | 12       | 4     |
| Coastal Carolina Chanticleers FC | Estados Unidos | 2016-2017 | 19       | 1     |
| Stony Brook Seawolves FC         | Estados Unidos | 2017-2018 | 18       | 3     |
| Byåsen Toppfotball               | Noruega        | 2018-2020 | 38       | 5     |
| IL Stjørdals-Blink               | Noruega        | 2020-     | 62       | 5     |